# Festival de la Canción de Eurovisión Junior 2015
El XIII Festival de la Canción de Eurovisión Junior se celebró el 21 de noviembre de 2015 en Bulgaria, siendo la primera vez que este país acoge un evento del festival de Eurovisión. Vladislav Yakovlev es desde 2013 el supervisor ejecutivo del festival.
Al igual que la pasada edición, no se designó una ciudad sede, sino que el anfitrión será Bulgaria como país en su totalidad.
Para esta edición, hay dos países debutantes (Australia e Irlanda), dos retornos (Albania y Macedonia) y tres retiradas (Croacia, Chipre y Suecia). Albania regresa al festival tras una ausencia de dos años. Macedonia, uno de los 16 países fundadores de la versión júnior regresa tras su paréntesis en 2014. Por otro lado, Croacia, país que regresó la pasada edición tras una ausencia de siete años (2007-2013) se retira debido a la crisis económica que atraviesa el país, al igual que Chipre; y, por último, Suecia se retira tras una reestructuración de su canal infantil.
Según las casas de apuestas, Ucrania, Eslovenia, Australia, Serbia, San Marino y Malta eran los países favoritos para ganar la presente edición.
Finalmente, Malta con Destiny Chukunyere y su canción "Not My Soul", se coronó campeón del Festival de la Canción de Eurovisión Junior 2015, obteniendo 185 puntos y superando así la victoria de España en el 2004, que hasta hoy tenía la máxima puntuación con 171 puntos. Armenia, tras una reñida votación, obtuvo la segunda plaza con Mika y su canción de rock and roll "Love". La medalla de bronce fue para Eslovenia con la balada R&B "Prva ljubezen", defendida por Lina Kuduzović, convirtiéndose en el mejor resultado del país en su historia dentro del certamen infantil y su versión adulta.

## Organización

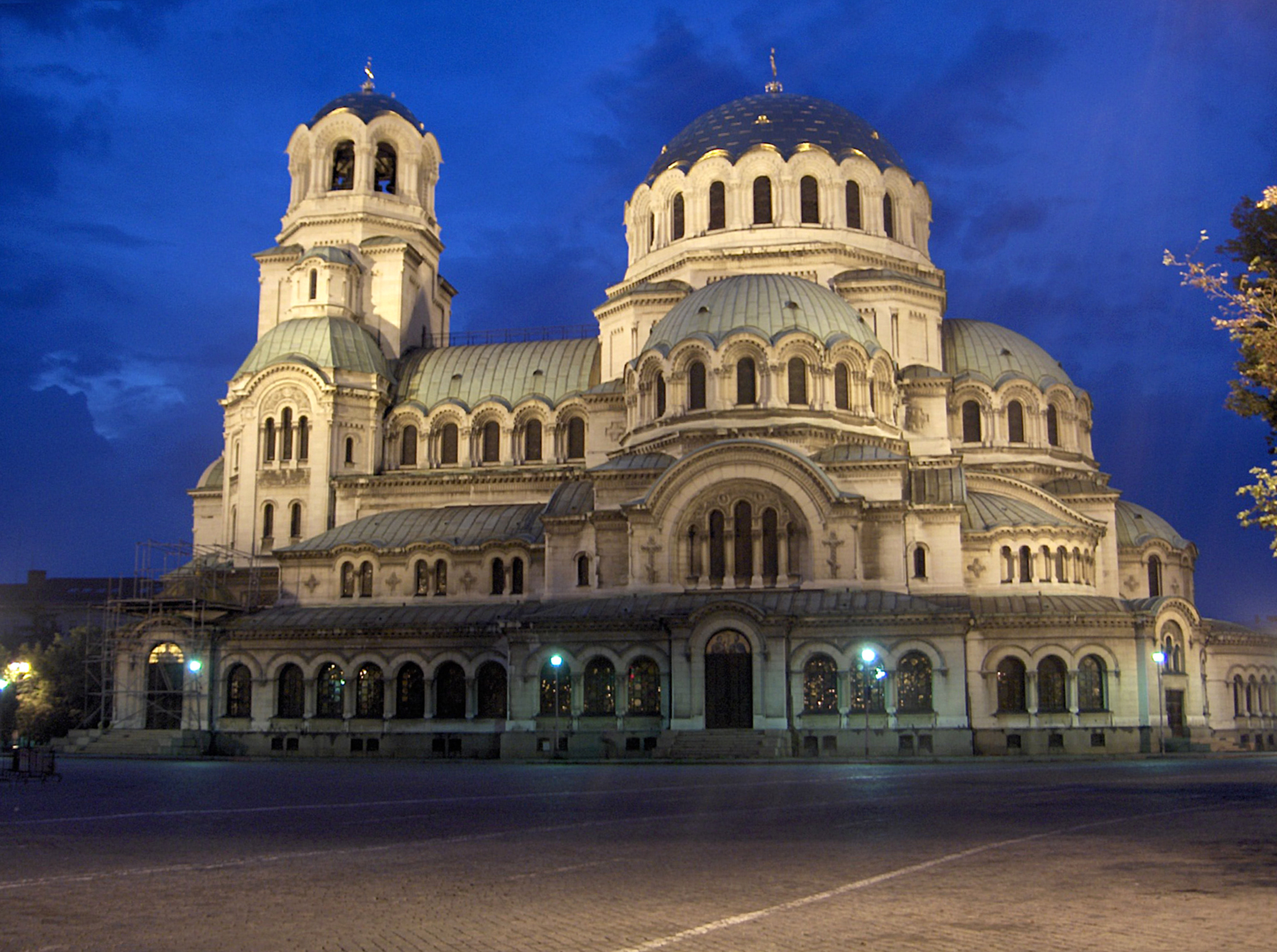
Vista de la Catedral de Alejandro Nevski, símbolo de la ciudad de Sofía, capital del país sede, Bulgaria

Como es la tradición el país ganador de la edición anterior tiene la primera opción de acoger el festival del siguiente año, en este caso Italia. No obstante, el 15 de enero de 2015, la UER comunicó mediante la web oficial del festival que a pesar de diversas negociaciones y la voluntad del país ganador de la edición 2014, este no podría organizar el evento debido a cuestiones económicas y la organización de otros eventos de talla mundial, como la Exposición Internacional de Milán o los MTV Europe Music Awards 2015, coincidiendo además con las mismas fechas de la celebración de Eurovisión Junior, entre octubre y noviembre. Posteriormente, la UER y el Supervisor Ejecutivo del Festival, Vladislav Yakovlev, informaron que se estaba negociando con otros dos países, estos serían Malta –que ya acogió el festival del 2014 y terminó en cuarta posición– y Bulgaria, que fue subcampeona de la edición anterior.
Finalmente, el 26 de enero de 2015, la televisión BNT de Bulgaria anunció, de forma no oficial, que su país acogería el concurso, siendo la primera vez que dicha nación acoge un evento de Eurovisión.
Dos meses después, la UER iba a hacer oficial la sede del festival anunciándolo en su web. Sin embargo, debido a la catástrofe aérea en los Alpes franceses del Vuelo 9525 de Germanwings, a través de su cuenta de Twitter explicaron que lo anunciarían al cabo de unos días en señal de duelo.
Finalmente, el 30 de marzo de 2015, a través de la web oficial del festival, se dio a conocer de forma oficial que la sede será Bulgaria y que el recinto escogido, situado en la capital del país, Sofía, será el Arena Armeec.

### Sede del festival
El 18 de febrero de 2015, Vladislav Yakovlev, supervisor ejecutivo del festival, junto con un equipo de la televisión pública búlgara BNT, visitaron varios de los recintos de la capital del país, Sofía, los cuales podrían albergar el festival de este año.
| Ciudad | Recinto      | Capacidad | Notas |
| ------ | ------------ | --------- | --- |
| Sofía  | NDK          | 3.880     | Se inauguró para la Universíada de Verano de 1981. En julio de 2005, el Palacio Nacional de la Cultura fue proclamado el mejor centro de congresos del mundo por la Organización internacional de Centros de Congresos. |
| Sofía  | Arena Armeec | 12.395    | Se inauguró el 30 de julio de 2011 y es el pabellón más grande de Bulgaria. |

Finalmente, el 30 de marzo de 2015, a través de la web oficial del festival, se dio a conocer de forma oficial que el recinto escogido, situado en la capital del país, Sofía, será el Arena Armeec, con capacidad para 15.000 espectadores pero que se verá reducida debido al escenario, la Green Room, las posiciones de cámara y a las comodidades de producción.

## Países participantes
De los 16 países fundadores, en esta edición participan cuatro de ellos: Bielorrusia, Macedonia, Malta y Países Bajos.
España y Grecia estaban muy interesados en regresar a la competición, pero finalmente no se materializó el regreso de estos dos países fundadores.
El 28 de septiembre de 2014, día siguiente a la final del Junior Songfestival 2014, Países Bajos (AVROTROS) confirmó su asistencia para la próxima edición con la apertura del periodo de inscripción de candidaturas para 2015.
Además, el 23 de marzo de 2015, la cadena irlandesa TG4 confirmó el debut de Irlanda en el festival.
Cabe destacar el retorno de Albania que regresa al festival tras participar únicamente en el festival del 2012. Meses más tarde, Macedonia confirmaba su regreso, siendo uno de los cuatro países fundadores que participarán en esta edición.
Bélgica, Letonia y Lituania han confirmado oficialmente que no estarán en Bulgaria. Otros países como Dinamarca y Suiza han confirmado que no tienen planes de regresar y aunque no habían dicho que no oficialmente, no estarán tampoco este año
Debido a una reestructuración interna del canal infantil Barnkanalen de la SVT, y la negativa del canal privado TV4, Suecia no pariticipará en esta edición. Aunque no se descarta que retornen el año que viene.
Por otra parte, Austria, Islandia y República Checa han confirmado que no tienen planes para debutar en esta edición.
Tras el retorno de Albania y Macedonia, se esperaba que países que participaron anteriormente regresasen para esta edición pero al final no va a ser así.
Debido a que la organización estaba manteniendo negociaciones con diversas cadenas públicas europeas para que debutasen o regresaran al festival junior, la lista final de participantes se iba a dar a conocer a finales de septiembre, y no el 28 de agosto como se anunció en un primer momento pero debido a la entrada de Australia el día 7 de octubre se dio a conocer la lista final de participantes siendo en esta edición 17 países.

### Canciones y selección
Según las reglas del festival, cada participante en el certamen deberá cantar en uno de los idiomas oficiales del país al que represente y solo un máximo del 25% de la canción podrá ser cantada en un idioma diferente. Además, los participantes deberán tener edades comprendidas entre los 10 y los 15 años.
| País y TV             | Título original de la canción | Artista                                | Proceso y fecha de selección                                                             |
| País y TV             | Traducción al español         | Idiomas                                | Proceso y fecha de selección                                                             |
| --------------------- | ----------------------------- | -------------------------------------- | ---------------------------------------------------------------------------------------- |
| Albania RTSH          | "Dambaje"                     | Mishela Rapo                           | Festivali Mbarëkombëtar i Këngës për Fëmijë, 27-05-2015                                  |
| Albania RTSH          | -                             | Albanés y varios idiomas               | Festivali Mbarëkombëtar i Këngës për Fëmijë, 27-05-2015                                  |
| Armenia AMPTV         | "Love"                        | MIKA                                   | Presentación canción, 10-10-2015 (cantante elegido internamente, 14-07-2015)             |
| Armenia AMPTV         | Amor                          | Armenio e inglés                       | Presentación canción, 10-10-2015 (cantante elegido internamente, 14-07-2015)             |
| Australia SBS         | "My Girls"                    | Bella Paige                            | Elección interna, 08-10-2015                                                             |
| Australia SBS         | Mis chicas                    | Inglés                                 | Elección interna, 08-10-2015                                                             |
| Bielorrusia BTRC      | "Volshebstvo (Magic)"         | Ruslan Aslanov                         | Final Nacional, 21-08-2015                                                               |
| Bielorrusia BTRC      | Brujería (Magia)              | Ruso e inglés                          | Final Nacional, 21-08-2015                                                               |
| Bulgaria BNT          | "Colour of hope"              | Gabriela Yordanova & Ivan Stoyanov     | Presentación canción, 18-10-2015 (cantante elegido en Final Nacional, 08-09-2015)        |
| Bulgaria BNT          | Color de esperanza            | Búlgaro                                | Presentación canción, 18-10-2015 (cantante elegido en Final Nacional, 08-09-2015)        |
| Eslovenia RTVSLO      | "Prva ljubezen"               | Lina Kuduzović                         | Mini EMA, 04-10-2015                                                                     |
| Eslovenia RTVSLO      | Primer amor                   | Esloveno, italiano e inglés            | Mini EMA, 04-10-2015                                                                     |
| Georgia GPB           | "Gabede"                      | The Virus                              | Presentación canción, 09-10-2015 (cantante elegido internamente, 04-08-2015)             |
| Georgia GPB           | Atrévete                      | Georgiano                              | Presentación canción, 09-10-2015 (cantante elegido internamente, 04-08-2015)             |
| Irlanda TG4           | "Réalta Na Mara"              | Aimee Banks                            | Junior Eurovision Éire, 08-11-2015                                                       |
| Irlanda TG4           | Estrella de mar               | Irlandés y latín                       | Junior Eurovision Éire, 08-11-2015                                                       |
| Italia RAI            | "Viva"                        | Chiara & Martina                       | Presentación canción, 12-10-2015 (cantante elegido en Ti lascio una canzone, 19-09-2015) |
| Italia RAI            | -                             | Italiano                               | Presentación canción, 12-10-2015 (cantante elegido en Ti lascio una canzone, 19-09-2015) |
| Macedonia (ARY) MKRTV | "Pletenka"                    | Ivana Petkovska y Magdalena Aleksovska | Presentación canción, 09-10-2015 (cantante elegido internamente, 17-09-2015)             |
| Macedonia (ARY) MKRTV | Trenza                        | Macedonio                              | Presentación canción, 09-10-2015 (cantante elegido internamente, 17-09-2015)             |
| Malta PBS             | "Not My Soul"                 | Destiny Chukunyere                     | Presentación canción, 26-10-2015 (cantante elegido en Final Nacional, 11-07-2015)        |
| Malta PBS             | Mi alma no                    | Inglés                                 | Presentación canción, 26-10-2015 (cantante elegido en Final Nacional, 11-07-2015)        |
| Montenegro RTCG       | "Oluja"                       | Jana Mirkovic                          | Presentación canción, 23-10-2015 (cantante elegido internamente, 01-07-2015)             |
| Montenegro RTCG       | Tormenta                      | Montenegrino                           | Presentación canción, 23-10-2015 (cantante elegido internamente, 01-07-2015)             |
| Países Bajos AVROTROS | "Million Lights"              | Shalisa                                | Junior Songfestival 2015, 03-10-2015                                                     |
| Países Bajos AVROTROS | Millón de luces               | Neerlandés e inglés                    | Junior Songfestival 2015, 03-10-2015                                                     |
| Rusia RTR             | "Mechta"                      | Mikhail Smirnov                        | Final nacional, 25-09-2015                                                               |
| Rusia RTR             | Sueño                         | Ruso e inglés                          | Final nacional, 25-09-2015                                                               |
| San Marino SMRTV      | "Mirror"                      | Kamilla Ismailova                      | Elección interna, 29-10-2015                                                             |
| San Marino SMRTV      | Espejo                        | Italiano e inglés                      | Elección interna, 29-10-2015                                                             |
| Serbia RTS            | "Lenina Pesma"                | Lena Stamenković                       | Presentación canción, 11-10-2015 (cantante elegido internamente, 21-09-2015)             |
| Serbia RTS            | La canción de Lena            | Serbio                                 | Presentación canción, 11-10-2015 (cantante elegido internamente, 21-09-2015)             |
| Ucrania NTU           | "Pochny z sebe"               | Anna Trincher                          | Final nacional, 22-08-2015                                                               |
| Ucrania NTU           | Empieza por ti                | Ucraniano e inglés                     | Final nacional, 22-08-2015                                                               |

1. ↑  Albania: La canción de Albania contiene fragmentos en 7 idiomas diferentes: Albanés, inglés, turco, italiano, alemán, francés y esloveno.
2. ↑  Italia: A pesar de que la final de Ti lascio una canzone fue el 12 de septiembre de 2015, esta se tuvo que repetir una semana después debido a irregularidades en el televoto.[36]

#### Artistas que regresan
- Michael Varosyan: Participó como portavoz de los votos de Armenia en el Festival de la Canción de Eurovisión Junior 2012. En un principio iba a representar a Armenia en la edición de 2012 como integrante del grupo Compass Band, sin embargo fue expulsado debido a que por aquel entonces no tenía la edad adecuada para participar en el festival.

### Países Retirados
- Chipre: Decidió retirarse, debido a los problemas económicos.
- Croacia: A pesar de qué confirmó su participación, decidió retirarse, debido a su mal resultado en la edición anterior y por la crisis económica.
- Suecia: Decidió retirarse, debido a una reestructuración interna del canal infantil.

## Festival

### Orden de actuación
El sorteo tuvo lugar durante la ceremonia de apertura celebrado el 17 de noviembre de 2015 en el Palacio Nacional de la Cultura de Bulgaria. El orden de actuación final es el siguiente:
| N.º | País            | Artista(s)                            | Canción                    | Lugar | Puntos |
| --- | --------------- | ------------------------------------- | -------------------------- | ----- | ------ |
| 01  | Serbia          | Lena Stamenkovic                      | "Lenina Pesma"             | 7     | 79     |
| 02  | Georgia         | The Virus                             | "Gabede"                   | 10    | 51     |
| 03  | Eslovenia       | Lina Kuduzovic                        | "Prva Ljubezen"            | 3     | 112    |
| 04  | Italia          | Chiara & Martina                      | "Viva"                     | 16    | 34     |
| 05  | Países Bajos    | Shalisa                               | "Million Lights"           | 15    | 35     |
| 06  | Australia       | Bella Paige                           | "My Girls"                 | 8     | 64     |
| 07  | Irlanda         | Aimee Banks                           | "Realta Na Mara"           | 12    | 36     |
| 08  | Rusia           | Mijaíl Smirnov                        | "Dream"                    | 6     | 80     |
| 09  | Macedonia (ARY) | Ivana Petkovska & Magdalena Alekovska | "Pletenka - Braid of love" | 17    | 26     |
| 10  | Bielorrusia     | Ruslan Aslanov                        | "Volshebstvo"              | 4     | 105    |
| 11  | Armenia         | Michael Varosyan                      | "Love"                     | 2     | 176    |
| 12  | Ucrania         | Anna Trincher                         | "Pochny Z Sebe"            | 11    | 38     |
| 13  | Bulgaria        | Gabriela Yordanova & Iván Stoyanov    | "Colour of hope"           | 9     | 62     |
| 14  | San Marino      | Kamilla Ismailova                     | "Mirror"                   | 14    | 36     |
| 15  | Malta           | Destiny Chukunyere                    | "Not My Soul"              | 1     | 185    |
| 16  | Albania         | Mishela Rapo                          | "Dambaje"                  | 5     | 93     |
| 17  | Montenegro      | Jana Mirkovic                         | "Oluja"                    | 13    | 36     |

### Votaciones

#### Portavoces
| - Albania - Majda Bejzade - Armenia - Betty (Representante de Armenia en la edición anterior) - Australia - Ellie Blackwell - Bielorrusia - Valeria Drobyshevskaya - Bulgaria - Vladimir Petkov - Eslovenia - Nikola Petek - Georgia - Lizi Pop (Representante de Georgia en la edición anterior) - Irlanda - Anna Banks (Hermana de Aimee Banks) - Italia - Vincenzo Cantiello (Representante y ganador en la edición anterior) |  | - Macedonia - Alexandria Chaliovski - Malta - Federica Falzon (Representante de Malta en la edición anterior) - Montenegro - Lejla Vulić (Representante de Montenegro en la edición anterior junto con Maša Vujadinović) - Países Bajos - Julia van Bergen (Representante de Países Bajos en la edición anterior) - Rusia - Sofía Dolganova - San Marino - Arianna Ulivi (Representante de San Marino en la edición anterior como integrante de The Peppermints) - Serbia - Dunja Jeličić - Ucrania - Sofiya Kutsenko (Representante de Ucrania en la edición anterior como integrante de Sympho-Nick) |  |

### Tabla de puntuaciones
|               |                                                                       | Votantes          |                    |                      |                   |                             |                      |                    |                  |                                |                        |                    |                    |                     |                       |                  |                    |                       |    |    |
| Total         | Jurado Infantil                                                       | Bandera de Serbia | Bandera de Georgia | Bandera de Eslovenia | Bandera de Italia | Bandera de los Países Bajos | Bandera de Australia | Bandera de Irlanda | Bandera de Rusia | Bandera de Macedonia del Norte | Bandera de Bielorrusia | Bandera de Armenia | Bandera de Ucrania | Bandera de Bulgaria | Bandera de San Marino | Bandera de Malta | Bandera de Albania | Bandera de Montenegro |    |    |
| Participantes | Serbia                                                                | 79                | 4                  |                      |                   | 6                           |                      | 4                  | 2                | 3                              | 5                      | 12                 | 4                  | 4                   |                       | 5                | 5                  |                       |    | 12 |
| Participantes | Georgia                                                               | 51                |                    | 3                    |                   |                             |                      |                    |                  | 4                              | 1                      |                    | 5                  | 8                   | 5                     |                  |                    | 1                     | 8  | 4  |
| Participantes | Eslovenia                                                             | 112               | 6                  | 6                    | 5                 |                             | 7                    | 8                  | 6                | 6                              | 8                      | 1                  | 8                  | 10                  | 10                    | 8                | 6                  | 3                     |    | 2  |
| Participantes | Italia                                                                | 34                |                    | 2                    |                   |                             |                      |                    |                  |                                |                        |                    |                    | 3                   |                       |                  |                    | 12                    | 4  | 1  |
| Participantes | Países Bajos                                                          | 35                | 1                  |                      | 6                 | 5                           | 1                    |                    | 4                |                                |                        |                    |                    |                     |                       | 4                | 2                  |                       |    |    |
| Participantes | Australia                                                             | 64                | 7                  |                      | 7                 |                             | 3                    | 3                  |                  | 2                              | 3                      | 2                  | 1                  | 1                   | 2                     |                  | 3                  | 10                    | 5  | 3  |
| Participantes | Irlanda                                                               | 36                |                    |                      | 2                 | 4                           |                      | 2                  | 5                |                                | 2                      |                    |                    |                     |                       | 2                | 1                  | 6                     |    |    |
| Participantes | Rusia                                                                 | 80                | 5                  | 7                    |                   | 6                           | 4                    | 6                  | 1                |                                |                        | 3                  | 7                  | 7                   | 4                     | 7                | 8                  |                       | 3  |    |
| Participantes | Macedonia del Norte                                                   | 26                |                    | 1                    |                   |                             |                      |                    |                  |                                |                        |                    |                    |                     |                       | 1                |                    |                       | 7  | 5  |
| Participantes | Bielorrusia                                                           | 105               | 8                  | 5                    | 8                 | 3                           | 2                    | 7                  | 7                | 7                              | 10                     | 4                  |                    | 5                   | 7                     | 3                | 7                  | 4                     | 6  |    |
| Participantes | Armenia                                                               | 176               | 10                 | 10                   | 12                | 10                          | 6                    | 12                 | 10               | 8                              | 12                     | 10                 | 12                 |                     | 8                     | 10               | 10                 | 7                     | 10 | 7  |
| Participantes | Ucrania                                                               | 38                | 2                  |                      | 3                 |                             | 5                    |                    | 3                | 1                              | 4                      |                    | 6                  |                     |                       |                  |                    |                       | 2  |    |
| Participantes | Bulgaria                                                              | 62                |                    |                      | 1                 | 1                           | 8                    | 5                  |                  | 12                             |                        | 6                  |                    |                     | 3                     |                  |                    | 8                     |    | 6  |
| Participantes | San Marino                                                            | 36                |                    |                      |                   |                             |                      |                    |                  |                                | 7                      |                    | 3                  | 2                   | 12                    |                  |                    |                       |    |    |
| Participantes | Malta                                                                 | 185               | 12                 | 12                   | 10                | 12                          | 10                   | 10                 | 12               | 10                             | 6                      | 5                  | 10                 | 12                  | 6                     | 12               | 12                 |                       | 12 | 10 |
| Participantes | Albania                                                               | 93                | 3                  | 4                    | 4                 | 8                           | 12                   | 1                  | 8                | 5                              |                        | 7                  | 2                  | 6                   | 1                     | 6                | 4                  | 2                     |    | 8  |
| Participantes | Montenegro                                                            | 36                |                    | 8                    |                   | 2                           |                      |                    |                  |                                |                        | 8                  |                    |                     |                       |                  |                    | 5                     | 1  |    |
| Participantes | Todos los participantes reciben 12 puntos al inicio de las votaciones |                   |                    |                      |                   |                             |                      |                    |                  |                                |                        |                    |                    |                     |                       |                  |                    |                       |    |    |

#### Máximas puntuaciones
| N.º | A          | De                                                                                    |
| --- | ---------- | ------------------------------------------------------------------------------------- |
| 8   | Malta      | Jurado Infantil, Albania, Armenia, Australia, Bulgaria, Eslovenia, San Marino, Serbia |
| 4   | Armenia    | Bielorrusia, Georgia, Países Bajos, Rusia                                             |
| 2   | Serbia     | Macedonia, Montenegro                                                                 |
| 1   | Albania    | Italia                                                                                |
| 1   | Bulgaria   | Irlanda                                                                               |
| 1   | Italia     | Malta                                                                                 |
| 1   | San Marino | Ucrania                                                                               |

### Despliegue de votaciones
Un mes después de la celebración de la final del Festival de la Canción de Eurovisión Junior 2015, la Unión Europea de Radiodifusión (UER) publicó el despliegue de resultados de televoto y jurado por separados .
| Pos. | Jurado       | Puntos |
| ---- | ------------ | ------ |
| 1    | Malta        | 157    |
| 2    | Armenia      | 149    |
| 3    | Bielorrusia  | 101    |
| 4    | Eslovenia    | 77     |
| 5    | Serbia       | 73     |
| 6    | Albania      | 69     |
| 7    | Australia    | 67     |
| 8    | Rusia        | 57     |
| 9    | Países Bajos | 53     |
| 10   | Italia       | 43     |
| 11   | Georgia      | 40     |
| 12   | Montenegro   | 21     |
| 13   | Ucrania      | 19     |
| 13   | Irlanda      | 19     |
| 15   | San Marino   | 15     |
| 16   | Bulgaria     | 14     |
| 17   | Macedonia    | 12     |

| Pos. | Televoto     | Puntos |
| ---- | ------------ | ------ |
| 1    | Malta        | 119    |
| 2    | Armenia      | 114    |
| 3    | Eslovenia    | 86     |
| 4    | Bulgaria     | 77     |
| 5    | Albania      | 72     |
| 6    | Rusia        | 56     |
| 7    | San Marino   | 51     |
| 8    | Bielorrusia  | 47     |
| 9    | Serbia       | 46     |
| 10   | Georgia      | 41     |
| 11   | Irlanda      | 37     |
| 12   | Ucrania      | 32     |
| 13   | Australia    | 29     |
| 14   | Montenegro   | 23     |
| 15   | Macedonia    | 22     |
| 16   | Italia       | 13     |
| 17   | Países Bajos | 3      |

#### Tabla de votaciones (Jurado)
|               |                     | Votantes           |                      |                   |                             |                      |                    |                  |                                |                        |                    |                    |                     |                       |                  |                    |                       |    |    |
| Total         | Bandera de Serbia   | Bandera de Georgia | Bandera de Eslovenia | Bandera de Italia | Bandera de los Países Bajos | Bandera de Australia | Bandera de Irlanda | Bandera de Rusia | Bandera de Macedonia del Norte | Bandera de Bielorrusia | Bandera de Armenia | Bandera de Ucrania | Bandera de Bulgaria | Bandera de San Marino | Bandera de Malta | Bandera de Albania | Bandera de Montenegro |    |    |
| Participantes | Serbia              | 73                 |                      | 3                 | 3                           |                      | 4                  | 2                | 3                              | 8                      | 12                 | 6                  | 5                   | 3                     | 7                | 5                  |                       |    | 12 |
| Participantes | Georgia             | 40                 | 7                    |                   |                             |                      |                    |                  |                                | 1                      |                    | 8                  | 12                  |                       | 2                |                    | 6                     | 3  | 1  |
| Participantes | Eslovenia           | 77                 | 1                    |                   |                             | 4                    | 6                  | 6                | 5                              | 5                      | 1                  | 7                  | 10                  | 10                    | 10               | 6                  |                       | 2  | 4  |
| Participantes | Italia              | 43                 | 6                    | 4                 | 2                           |                      | 2                  |                  | 1                              |                        | 3                  |                    | 6                   |                       |                  |                    | 12                    | 7  |    |
| Participantes | Países Bajos        | 53                 | 2                    | 8                 | 8                           | 6                    |                    | 4                |                                | 4                      |                    | 3                  | 2                   | 1                     | 5                | 2                  | 4                     | 4  |    |
| Participantes | Australia           | 67                 | 5                    | 6                 | 4                           | 7                    | 5                  |                  | 4                              | 7                      |                    | 4                  |                     | 5                     |                  | 3                  | 7                     | 5  | 5  |
| Participantes | Irlanda             | 19                 |                      | 5                 |                             |                      |                    | 5                |                                |                        | 5                  |                    |                     |                       |                  | 1                  | 3                     |    |    |
| Participantes | Rusia               | 57                 | 3                    |                   | 6                           | 5                    | 7                  | 1                |                                |                        | 7                  | 1                  | 3                   | 2                     | 4                | 8                  |                       | 8  | 2  |
| Participantes | Macedonia del Norte | 12                 |                      |                   |                             | 1                    |                    |                  | 2                              |                        |                    |                    |                     |                       | 3                |                    |                       |    | 6  |
| Participantes | Bielorrusia         | 101                | 8                    | 7                 | 5                           | 2                    | 12                 | 7                | 7                              | 10                     | 8                  |                    | 4                   | 6                     |                  | 7                  | 5                     | 10 | 3  |
| Participantes | Armenia             | 149                | 12                   | 12                | 10                          | 8                    | 10                 | 10               | 12                             | 12                     | 6                  | 10                 |                     | 8                     | 8                | 10                 | 8                     | 6  | 7  |
| Participantes | Ucrania             | 19                 |                      | 2                 |                             | 3                    | 3                  | 3                |                                | 3                      |                    | 5                  |                     |                       |                  |                    |                       |    |    |
| Participantes | Bulgaria            | 14                 |                      |                   | 1                           |                      |                    |                  | 6                              |                        |                    |                    | 1                   | 4                     |                  |                    | 1                     | 1  |    |
| Participantes | San Marino          | 15                 |                      |                   |                             |                      |                    |                  |                                | 2                      |                    |                    |                     | 12                    | 1                |                    |                       |    |    |
| Participantes | Malta               | 157                | 10                   | 10                | 12                          | 12                   | 8                  | 12               | 10                             | 6                      | 4                  | 12                 | 8                   | 7                     | 12               | 12                 |                       | 12 | 10 |
| Participantes | Albania             | 69                 | 4                    | 1                 | 7                           | 10                   |                    | 8                | 8                              |                        | 2                  | 2                  | 7                   |                       | 6                | 4                  | 2                     |    | 8  |
| Participantes | Montenegro          | 21                 |                      |                   |                             |                      | 1                  |                  |                                |                        | 10                 |                    |                     |                       |                  |                    | 10                    |    |    |

Máximas puntuaciones (Jurado)
| N.º | A           | De                                                                       |
| --- | ----------- | ------------------------------------------------------------------------ |
| 7   | Malta       | Albania, Australia, Bielorrusia, Bulgaria, Eslovenia, Italia, San Marino |
| 4   | Armenia     | Georgia, Irlanda, Serbia, Rusia                                          |
| 2   | Serbia      | Macedonia, Montenegro                                                    |
| 1   | Bielorrusia | Países Bajos                                                             |
| 1   | Georgia     | Armenia                                                                  |
| 1   | Italia      | Malta                                                                    |
| 1   | San Marino  | Ucrania                                                                  |

#### Tabla de votaciones (Televoto)
|               |                     | Votantes           |                      |                   |                             |                    |                  |                                |                        |                    |                    |                     |                  |                    |                       |    |    |  |
| Total         | Bandera de Serbia   | Bandera de Georgia | Bandera de Eslovenia | Bandera de Italia | Bandera de los Países Bajos | Bandera de Irlanda | Bandera de Rusia | Bandera de Macedonia del Norte | Bandera de Bielorrusia | Bandera de Armenia | Bandera de Ucrania | Bandera de Bulgaria | Bandera de Malta | Bandera de Albania | Bandera de Montenegro |    |    |  |
| Participantes | Serbia              | 46                 |                      | 1                 | 10                          |                    | 4                | 4                              | 1                      | 10                 |                    | 1                   |                  | 2                  | 1                     |    | 12 |  |
| Participantes | Georgia             | 41                 |                      |                   |                             |                    |                  | 10                             | 3                      |                    |                    | 5                   | 10               |                    |                       | 8  | 5  |  |
| Participantes | Eslovenia           | 86                 | 7                    | 7                 |                             | 7                  | 7                | 7                              | 8                      | 5                  | 8                  | 8                   | 6                | 7                  | 6                     | 3  |    |  |
| Participantes | Italia              | 13                 |                      |                   |                             |                    |                  |                                |                        |                    |                    |                     |                  |                    | 8                     | 2  | 3  |  |
| Participantes | Países Bajos        | 3                  |                      |                   |                             |                    |                  |                                |                        |                    |                    |                     |                  | 3                  |                       |    |    |  |
| Participantes | Australia           | 29                 |                      | 2                 |                             |                    | 2                |                                |                        | 6                  | 1                  | 3                   |                  |                    | 10                    | 4  | 1  |  |
| Participantes | Irlanda             | 37                 | 2                    |                   | 6                           | 1                  | 6                |                                | 5                      |                    | 4                  |                     | 2                | 4                  | 7                     |    |    |  |
| Participantes | Rusia               | 56                 | 8                    |                   | 5                           | 2                  | 3                |                                |                        |                    | 12                 | 10                  | 4                | 12                 |                       |    |    |  |
| Participantes | Macedonia del Norte | 22                 | 5                    |                   | 2                           |                    |                  |                                |                        |                    |                    |                     |                  | 1                  |                       | 10 | 4  |  |
| Participantes | Bielorrusia         | 47                 |                      | 8                 |                             | 4                  |                  | 6                              | 7                      |                    |                    | 7                   | 8                | 5                  | 2                     |    |    |  |
| Participantes | Armenia             | 114                | 6                    | 12                | 7                           | 3                  | 12               | 5                              | 12                     | 12                 | 10                 |                     | 7                | 10                 | 5                     | 7  | 6  |  |
| Participantes | Ucrania             | 32                 |                      | 5                 |                             | 6                  |                  | 2                              | 4                      | 1                  | 6                  | 2                   |                  |                    |                       | 6  |    |  |
| Participantes | Bulgaria            | 77                 | 4                    | 4                 | 3                           | 12                 | 8                | 12                             |                        | 8                  | 2                  |                     | 1                |                    | 12                    | 1  | 10 |  |
| Participantes | San Marino          | 51                 | 1                    | 3                 | 1                           | 5                  | 1                | 1                              | 10                     | 3                  | 5                  | 4                   | 12               |                    | 3                     |    | 2  |  |
| Participantes | Malta               | 119                | 10                   | 10                | 12                          | 8                  | 10               | 8                              | 6                      | 4                  | 7                  | 12                  | 5                | 8                  |                       | 12 | 7  |  |
| Participantes | Albania             | 74                 | 3                    | 6                 | 8                           | 10                 | 5                | 3                              | 2                      | 7                  | 3                  | 6                   | 3                | 6                  | 4                     |    | 8  |  |
| Participantes | Montenegro          | 23                 | 12                   |                   | 4                           |                    |                  |                                |                        | 2                  |                    |                     |                  |                    |                       | 5  |    |  |

Máximas puntuaciones (Televoto)
| N.º | A          | De                                      |
| --- | ---------- | --------------------------------------- |
| 4   | Armenia    | Georgia, Macedonia, Países Bajos, Rusia |
| 3   | Malta      | Albania, Armenia, Eslovenia             |
| 3   | Bulgaria   | Italia, Irlanda, Malta                  |
| 2   | Rusia      | Bielorrusia, Bulgaria                   |
| 1   | Serbia     | Montenegro                              |
| 1   | San Marino | Ucrania                                 |
| 1   | Montenegro | Serbia                                  |

### Comentaristas y retransmisión
Estos son los comentaristas de los países que retransmitieron en el certamen:

#### Países participantes
| - Albania - Por determinar (en directo, RTSH) - Armenia - Por determinar (en directo, Armenia 1 TV) - Australia - Ash London y Toby Truslove (en directo, SBS) - Bielorrusia - Anatoliy Lipetskiy (en directo, Belarus 1 y Belarus 24) - Bulgaria - Por determinar (en directo, BNT HD y BNT 1) - Eslovenia - Por determinar (en directo, TV SLO 1) - Georgia - Por determinar (en directo, GPB) - Irlanda - Por determinar (en directo, TG4) - Italia - Simone Lijoi (en directo, RAI Gulp) | - Macedonia - Por determinar (en directo, MKRTV - Malta - Por determinar (en directo, TVM y TVM HD) - Montenegro - Por determinar (en directo, RTCG 2) - Países Bajos - Por determinar (en directo, NPO 3/NPO Zapp) - Rusia - Por determinar (en directo, Karusel) - San Marino - Lia Fiorio y Gilberto Gattei (en directo, SMRTV) - Serbia - Por determinar (en directo, RTS 1 y RTS HD) - Ucrania - Por determinar (en directo, Pershyi) |  |

#### Países no participantes
En los países que no participan, el festival se retransmitirá a través de:
| - Alemania - Thomas Mohr (en directo, web NDR) |

## Curiosidades
- Se celebra el mismo día que la edición de 2009.
- Michael Varosyan en un principio iba a representar a Armenia en la edición de 2012 como integrante del grupo Compass Band, sin embargo fue expulsado debido a que por aquel entonces no tenía la edad adecuada para participar en el festival, pero acudió pero como portavoz de los votos de Armenia en dicha edición.
- No es la primera vez que dos gemelas participan en el certamen (Chiara y Martina), dado que en la edición de 2013 ya participaron dos gemelas: Mylene y Rosanne, y en 2006 estuvieron las gemelas Tolmachevy representando a Rusia, siendo las ganadoras de ese festival.
- La canción de Eslovenia tiene el mismo significado que las canciones ganadoras de 2003 y 2014: "Tu primer amor", además, la canción tiene partes en italiano.
- Italia tuvo que realizar sus votos solo con un jurado debido a que el televoto fue inválido al votar a sus mismas representantes. Esto rompe las normas del festival las cuales exigen que no se debe votar a los representantes del mismo país.
- Kamilla Ismailova, en realidad ella nació en Rusia y es la primera persona en participar en el festival en representar a un país sin residir en él, ni tampoco en Italia (El mínimo requerido para representar a San Marino). Esto en teoría rompe las normas del festival las cuales exigen que los participantes sean de sus países de origen o tener la residencia por dos años, sin embargo el caso de San Marino es una excepción.
- Kamilla Ismailova aparece en la producción videográfica de la canción A Million Voices, interpretada por Polina Gagarina, representante de Rusia en el Festival de la Canción de Eurovisión 2015.
- Aram Mp3, representante de Armenia en el Festival de la Canción de Eurovisión 2014 celebrado en Copenhague, hace parte del video musical de la delegación de su país.
- Es la segunda vez que Malta acaba ganadora y Macedonia en última posición. (la anterior fue 2013).
- La canción de Australia: "My Girls", no estaba prevista para el festival, pues en un principio iba a ser para la cantante Anja Nissen tras ganar la versión australiana de The Voice. Sin embargo tanto ella como su mentor musical: will.i.am rechazaron la canción, acabando en manos de la delegación australiana en el festival, y por tanto de Bella Paige.
- Por primera vez hay canciones en irlandés, latín y turco, mientras que vuelven a aparecer el francés y el alemán.
- Lina Kuduzović es eslovena, pero vive en Suiza. Es la primera vez en el festival que concursa un representante de un país pero reside en otro, que curiosamente este último país también participó en el festival (Únicamente en la edición de 2004).
- Anna Trincher intentó representar a Ucrania en la edición de 2014, pero no ganó en la preselección del país.
- Anna Banks, la portavoz de los votos de Irlanda, es la hermana de Aimee Banks.
- Lina Kuduzović y Ula Ložar (la representante de Eslovenia en el año anterior), ya se conocían, desde muy pequeñas.